# Dom Gotycki w Nowym Sączu
Dom Gotycki (zwany też Domem Kanoniczym) — budynek w Nowym Sączu przy ulicy Lwowskiej 3, wzniesiony około 1448 w obrębie miasta lokacyjnego. Wpisany do rejestru zabytków pod nr rej.: A-776 z 30.05.1995

## Historia
Kamienicę zbudowano w stylu gotyckim w 1448 roku. Powstanie kamienicy przypuszczalnie można wiązać z erygowaniem przez kardynała Zbigniewa Oleśnickiego kapituły kolegiackiej przy kościele farnym. Kardynał kupił budynek mieszczący się obok kościoła i przeznaczył go na siedzibę członków kapituły. Dawniej budynki były rozdzielone i w jednym z nich mieszkał dziekan, a w drugim ośmiu wikarych. W 1608 roku podczas wizytacji wspomniano, że w budynku znajduje się refektarz, biblioteka i osiem cel dla wikarych. Do 1791 był użytkowany przez kanoników kolegiaty św. Małgorzaty. Sprzedany po kasacie na rzecz skarbu zaborczej Austrii przeszedł w prywatne ręce. 
Po II wojnie światowej przejęty przez państwo, poddany został kapitalnej renowacji w latach 1959–1965. Od tej chwili służył jako siedziba muzeum, obecnie Muzeum Ziemi Sądeckiej w Nowym Sączu. 9 listopada 1993 roku budynek zwrócony został na własność parafii św. Małgorzaty, która na 30 lat pozostawiła go do dyspozycji Muzeum. Po wygaśnięciu umowy na trzydziestoletnie użytkowanie Muzeum opuściło ten obiekt mimo planów na jego gruntowną, ponowną renowację.

## Architektura
Jest to obiekt złożony z dwóch jednopiętrowych bloków, murowany, częściowo oszkarpowany i podpiwniczony. Każdy z bloków nakryty jest osobnym dachem. Portale i obramienia okien są późnogotyckie, renesansowe i barokowe. W południowej elewacji zachował się późnogotycki portal z 1505 roku, z licznymi rozetkami (wpływ renesansu). Drugi portal późnogotycki został odnaleziony w gruzie koło kolegiaty w 1907 r. i w 1913 roku umieszczony w fasadzie kamienicy. Na parterze północnej fasady znajduje się okno z obramieniem i inskrypcją INRI i datą 1525. Obramienie to porównywane z warsztatami rodem ze słowackiego Bardiowa i Sabinowa.

## Muzeum
Obecnie Dom Gotycki nie jest już miejscem stałej ekspozycji dawnej sztuki z terenów ziemi sądeckiej oraz wystaw czasowych z takich dziedzin, jak historia, sztuka, kultura. Wystawa stała pn. „Dawna sztuka Sądecczyzny” obejmowała tematy: Zamek królewski w Nowym Sączu, Sakralna sztuka cechowa XIV - XIX w., Sztuka ludowa XVIII - początek XX w., Sztuka dworska XVII - XIX w., Sztuka cerkiewna XV - XIX w. (m.in. kolekcja ikon zachodniołemkowskich). Teraz budynek służy czasowo Urzędowi Miasta Nowego Sącza.

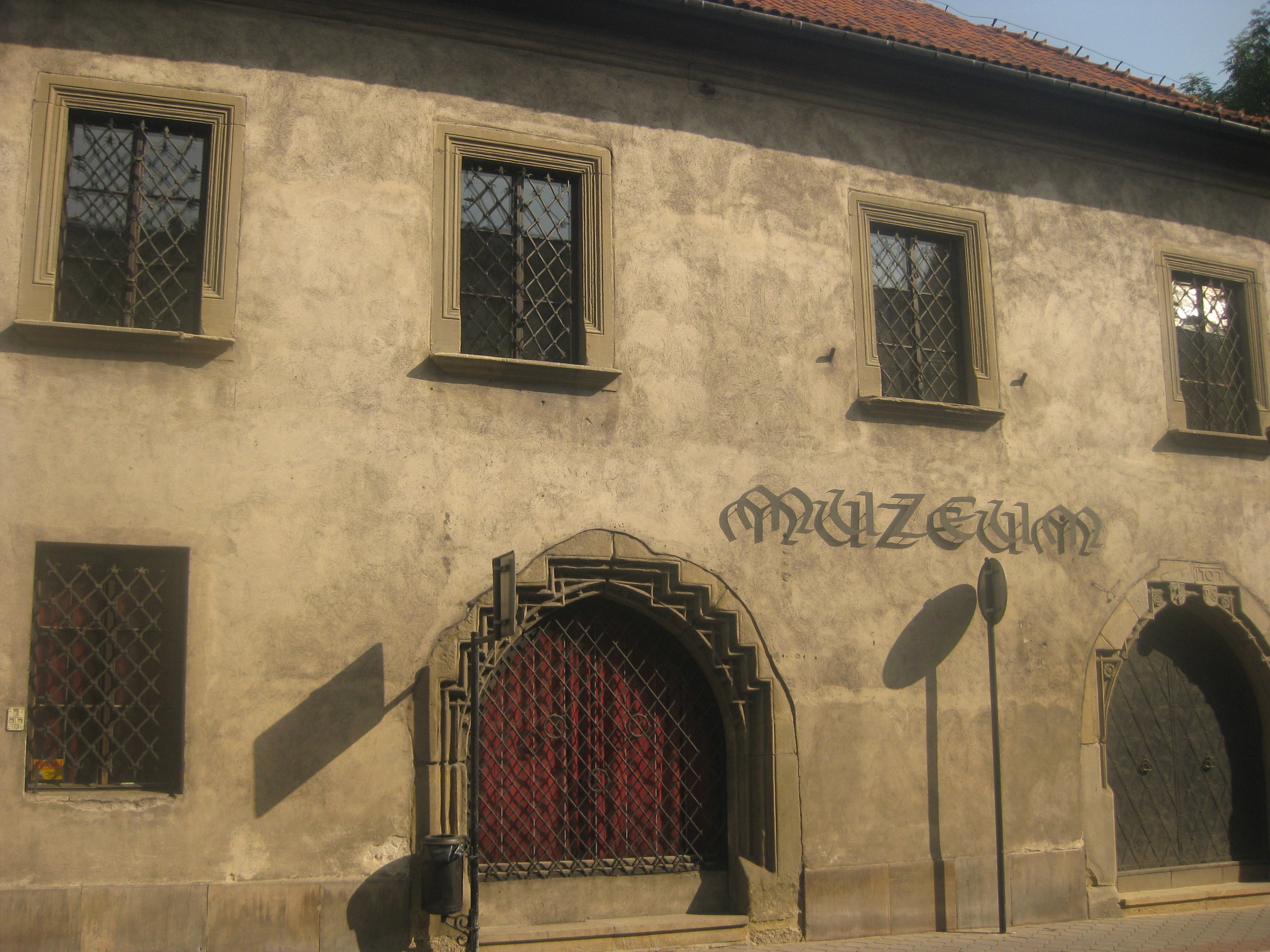
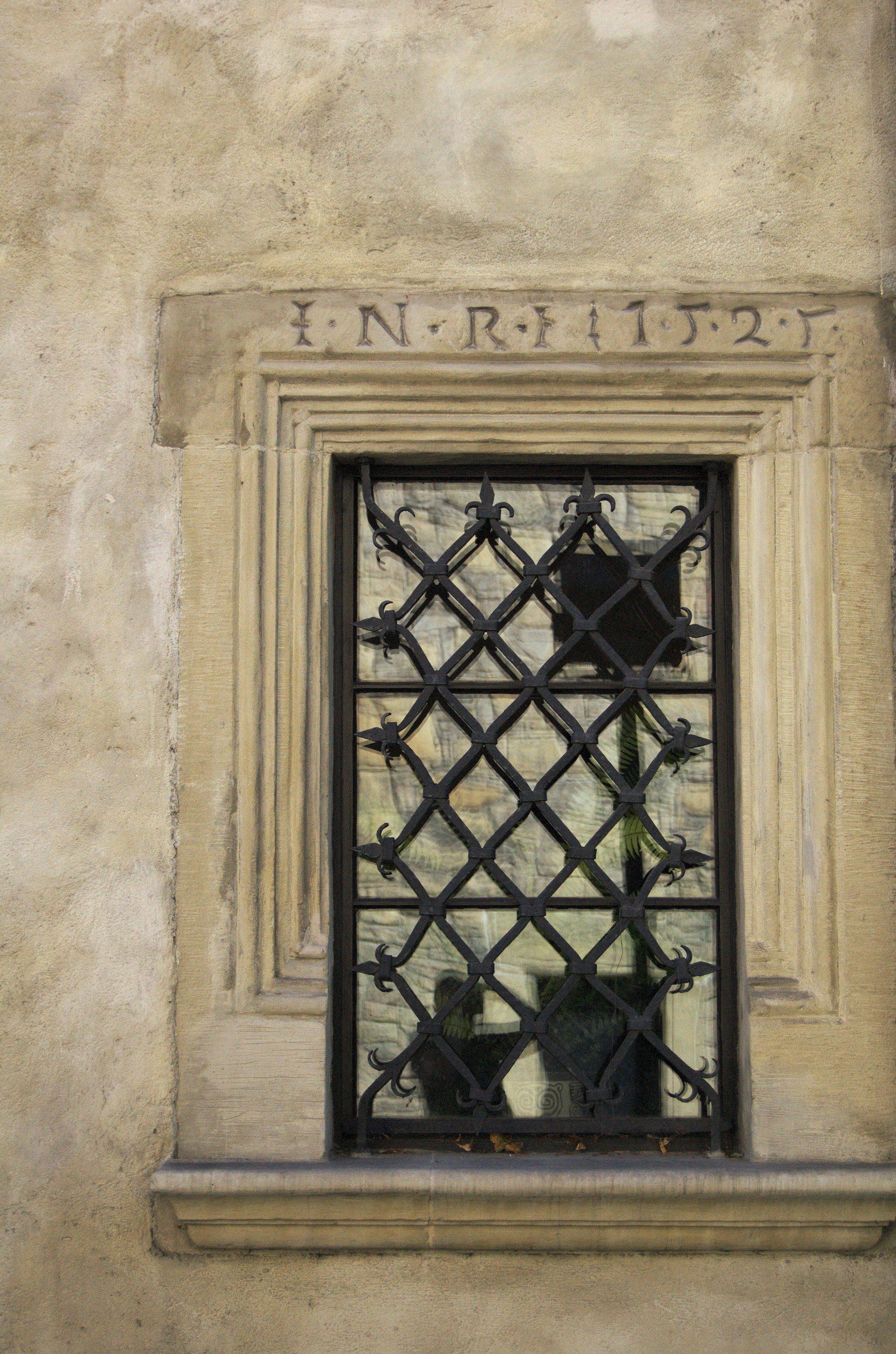
Okno z datą 1525
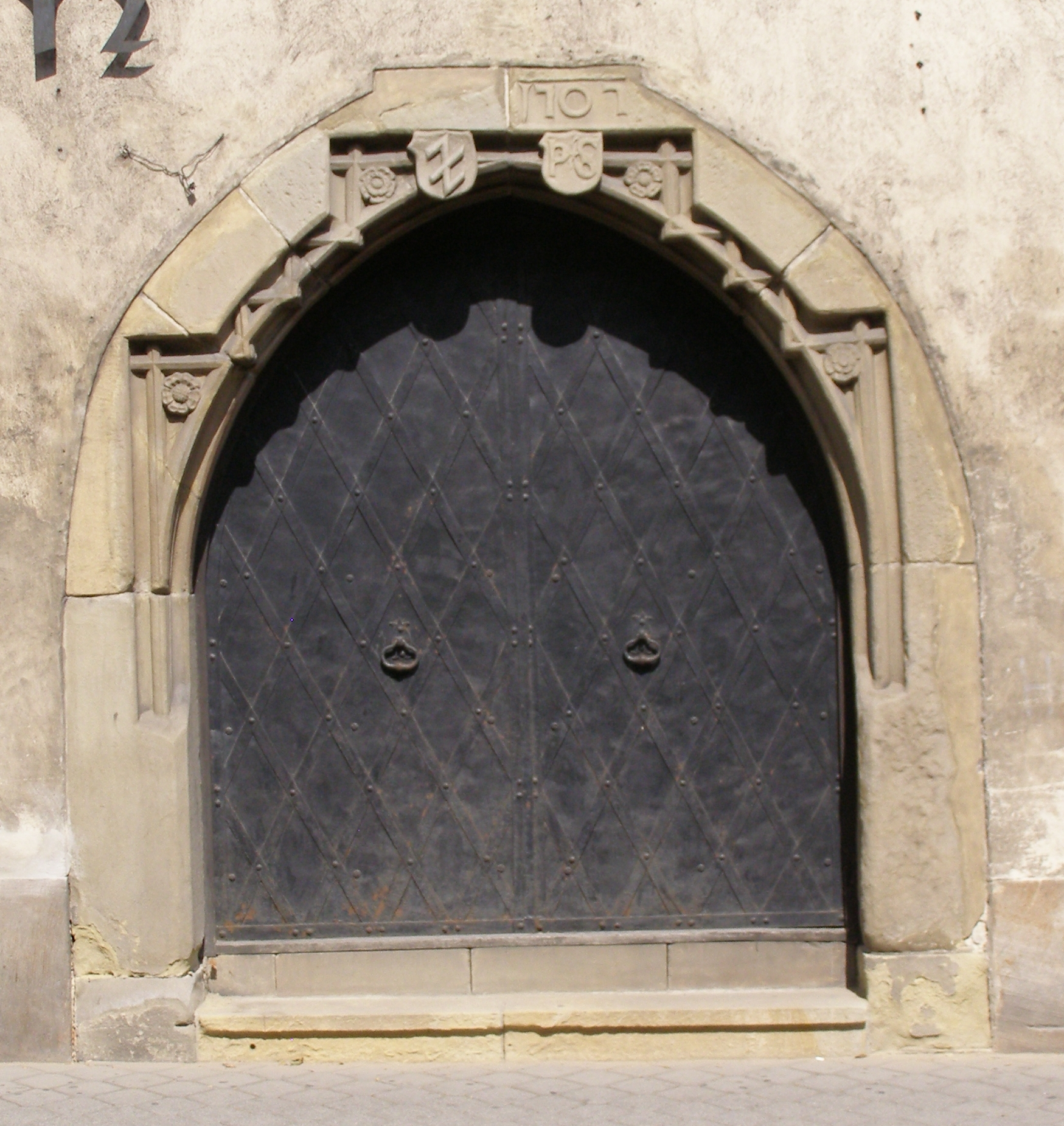
Portal z datą 1505
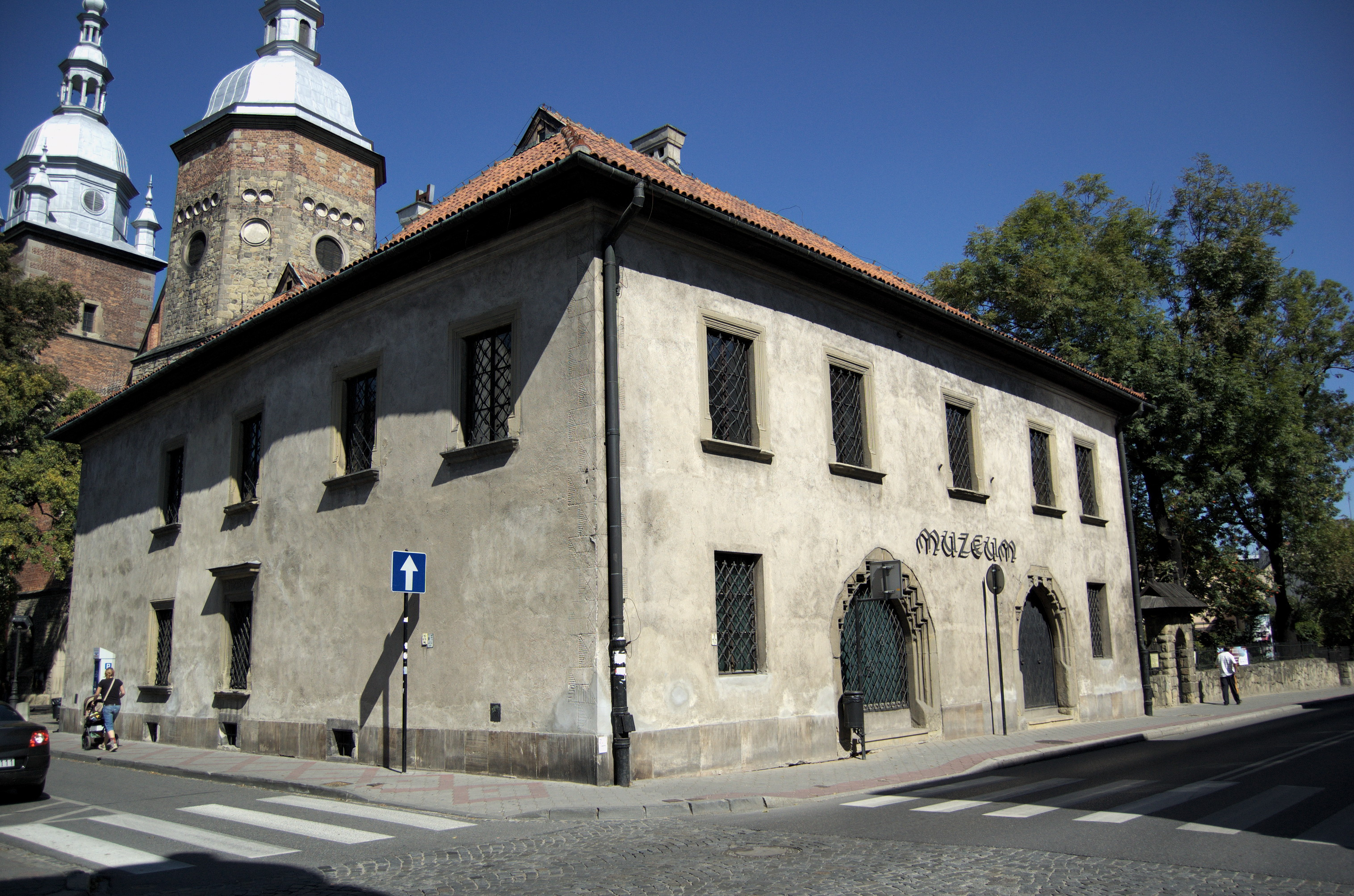
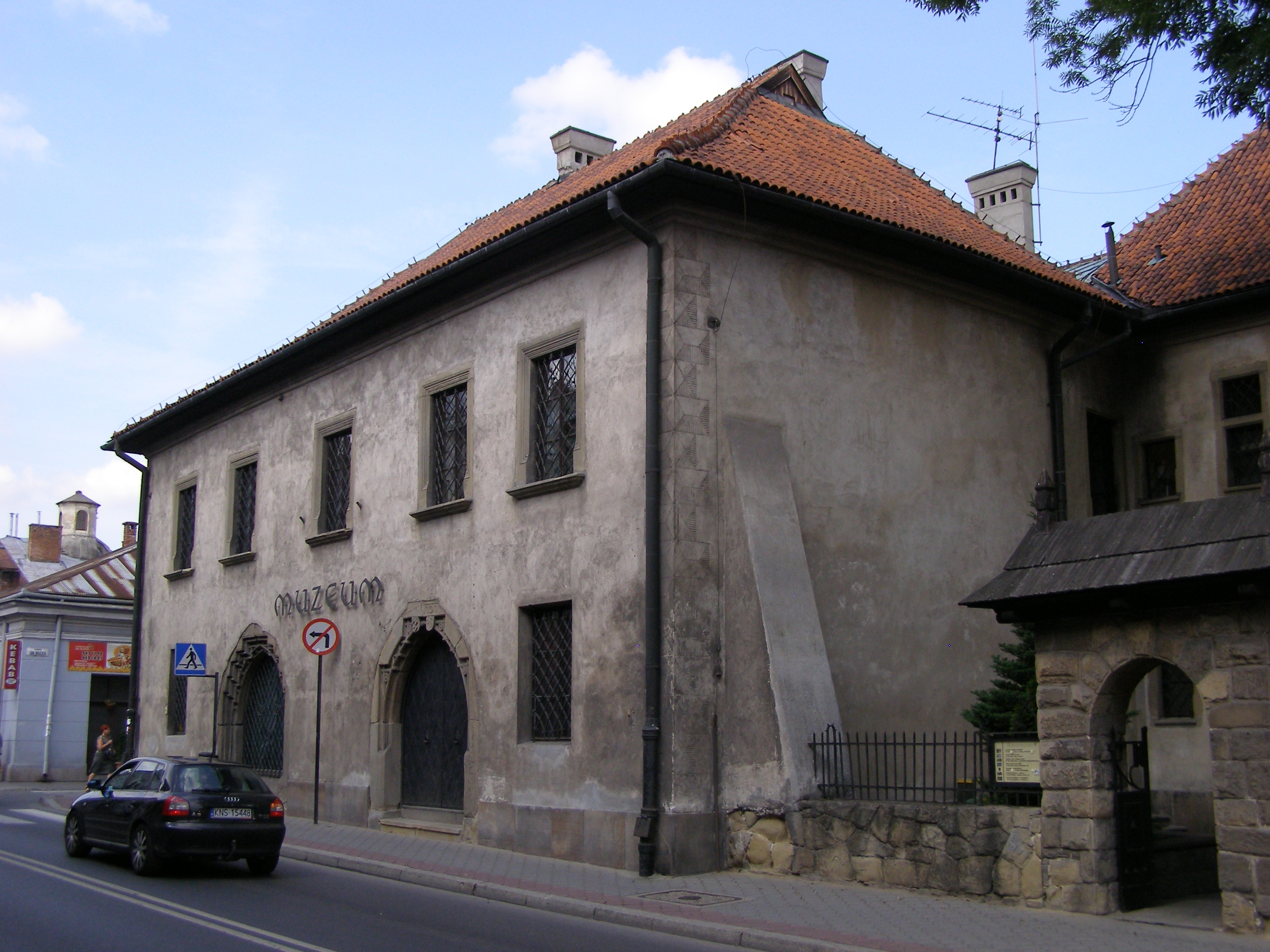
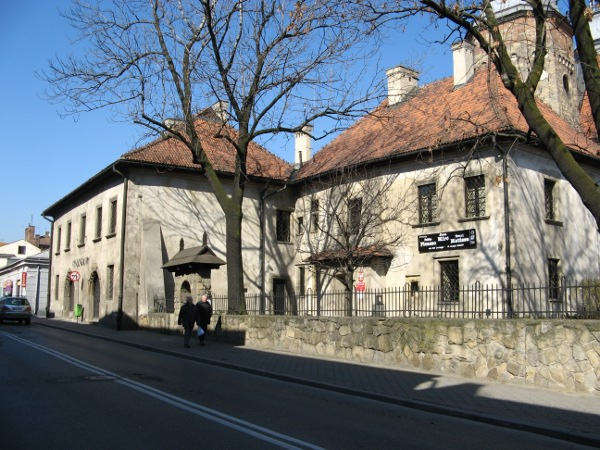